# المضيف (السياني)

تعديل مصدري - تعديل

المضيف محلة تابعة لقرية الجامع، التابعة لعزلة وادي سير بمديرية السياني إحدى مديريات محافظة إب في الجمهورية اليمنية، بلغ تعداد سكانها 24 نسمة حسب تعداد اليمن لعام 2004.